# 提比略·尤利烏斯·亞歷山大
提比略·尤利烏斯·亞歷山大是公元1世纪罗马帝国将领，生于亚历山大富裕的犹太人家庭，早年既放弃犹太教信仰，在克劳狄时期升任猶太行省总督，帮助韦斯巴芗成为皇帝。公元70年参与耶路撒冷围城战。知名哲学家斐洛是他的叔叔。